# 第59独立強襲旅団 (ウクライナ無人システム部隊)
第59独立強襲旅団（だい59どくりつきょうしゅうりょだん、ウクライナ語: 59-та окрема штурмова бригада）は、ウクライナ無人システム部隊の旅団。無人システム部隊司令部隷下。ヴィーンヌィツャ州ハーイスィンに旅団司令部を置く。

## 概要

### ドンバス戦争
2014年12月8日、ドンバス戦争の影響に伴い、第30独立機械化旅団隷下の第9独立自動車化歩兵大隊、第10独立自動車化歩兵大隊、第72独立機械化旅団隷下の第11独立自動車化歩兵大隊を基幹に第59独立自動車化歩兵旅団としてヴィーンヌィツャ州で創設された。
2015年5月、ドンバス戦争で東部ドネツィク州、ルハーンシク州に配備された。
2020年5月6日、ウォロディミル・ゼレンスキー大統領より、名誉称号「ヤコフ・ハンジウク」を授与された。

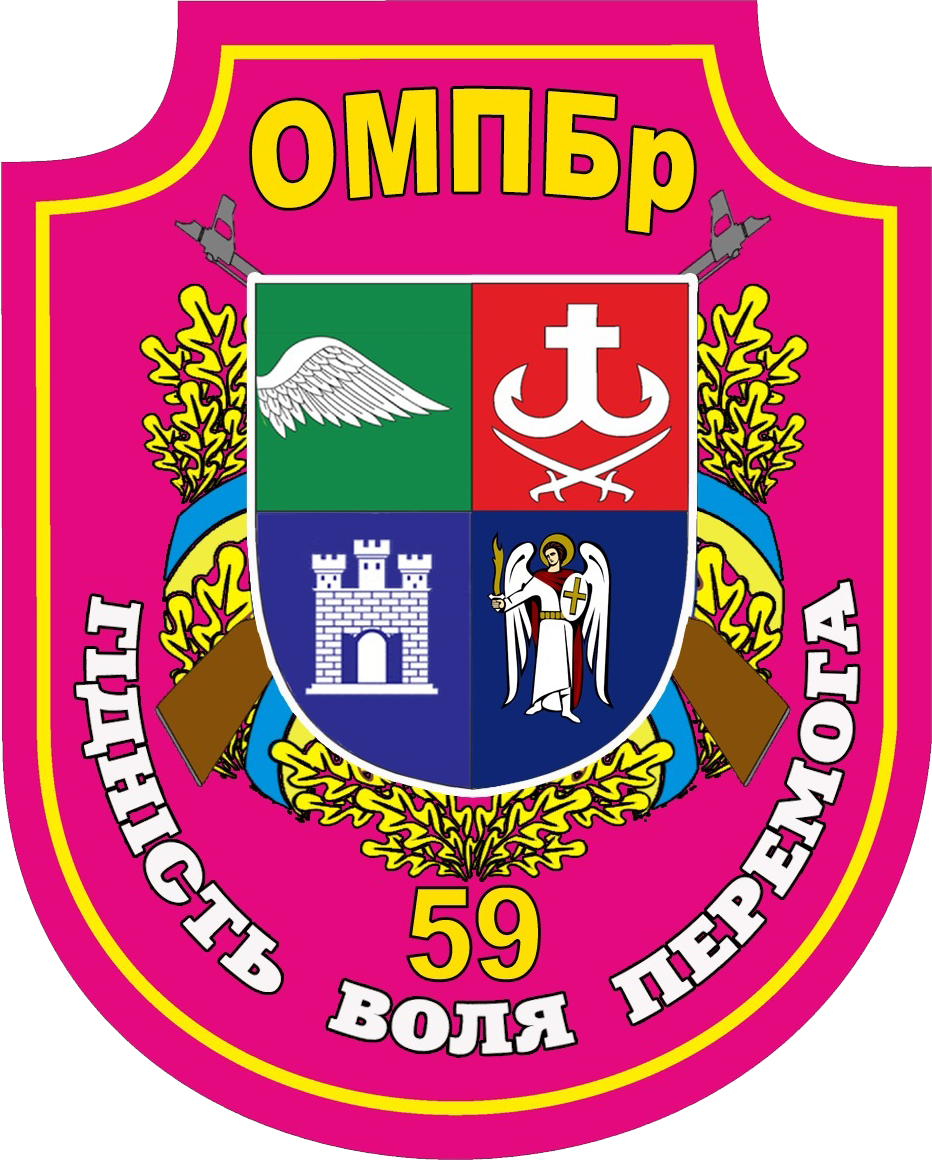
第59独立自動車化歩兵旅団章
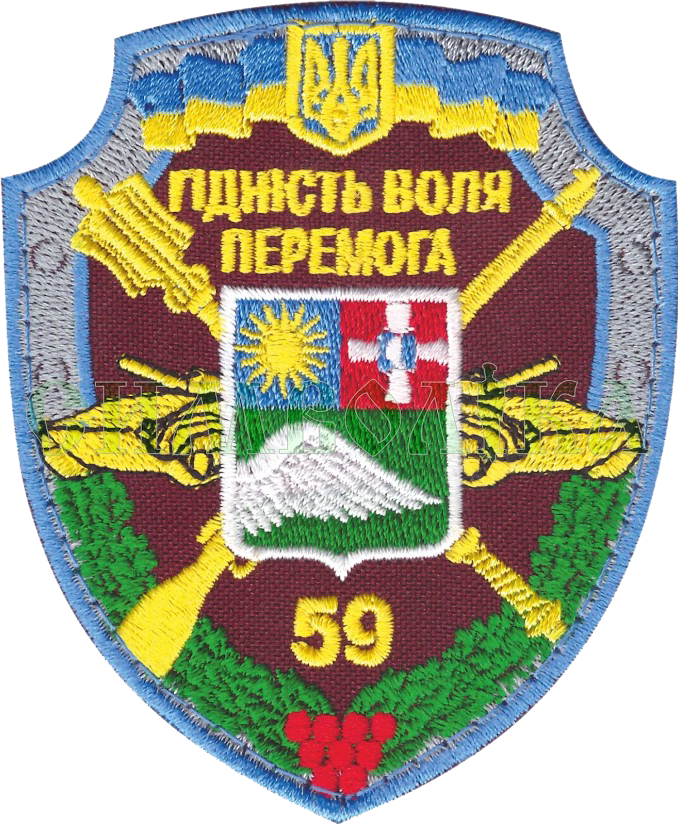
第59独立自動車化歩兵旅団章
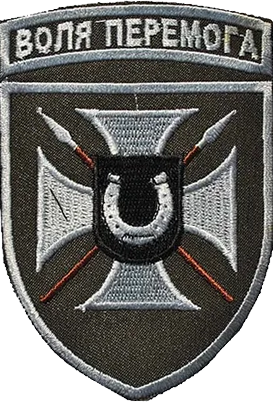
第59独立自動車化歩兵旅団章

## ギャラリー

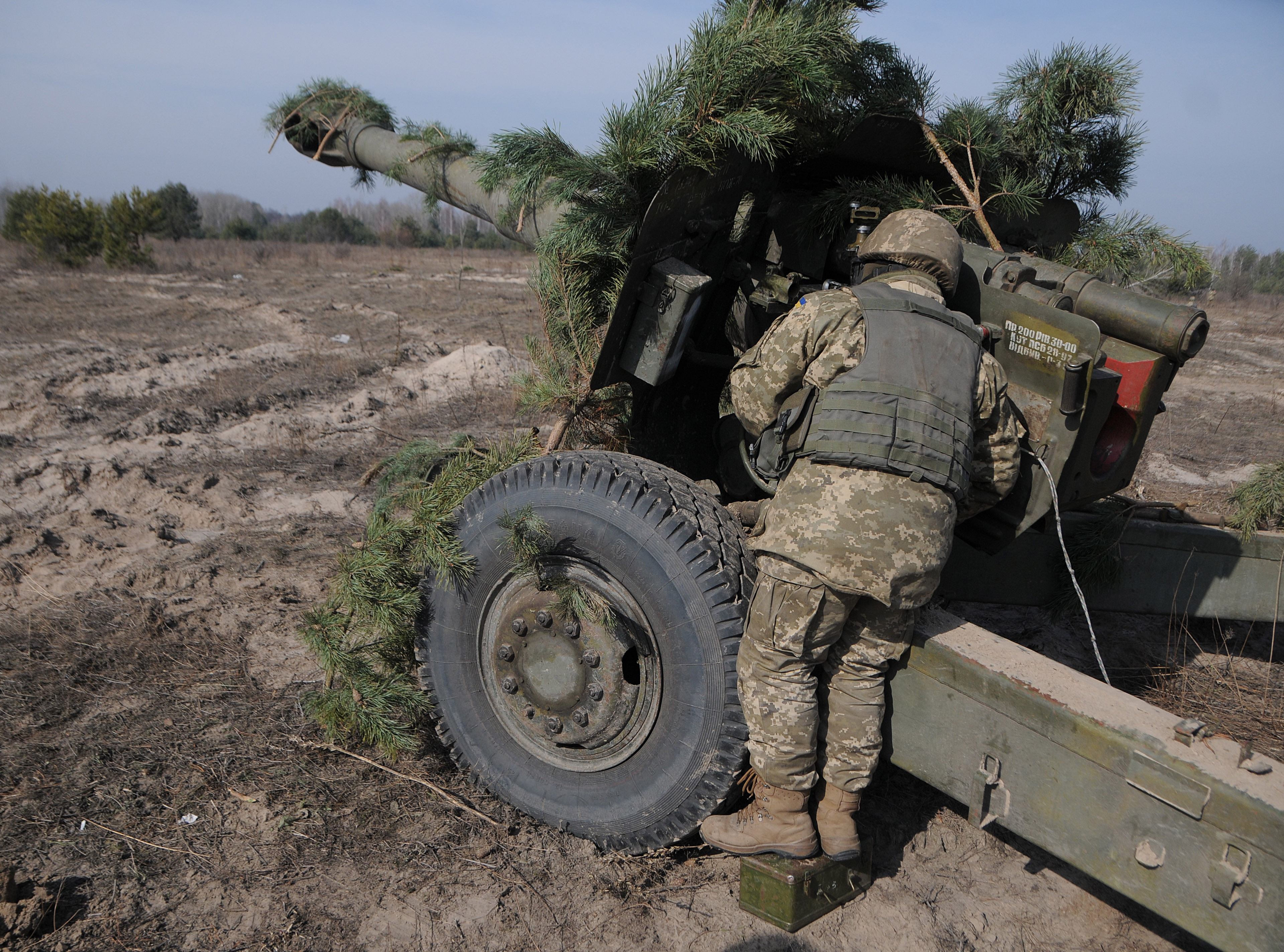
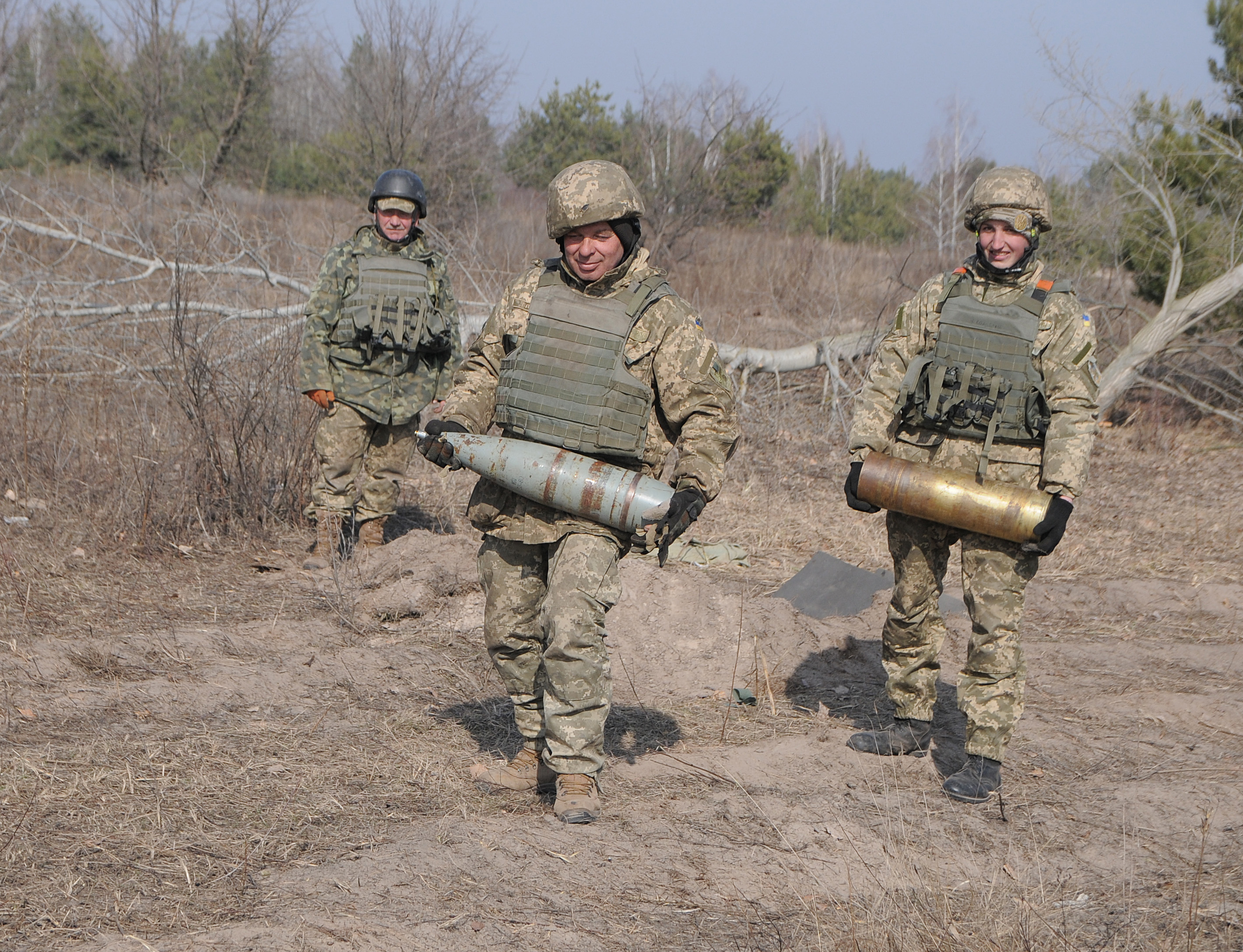
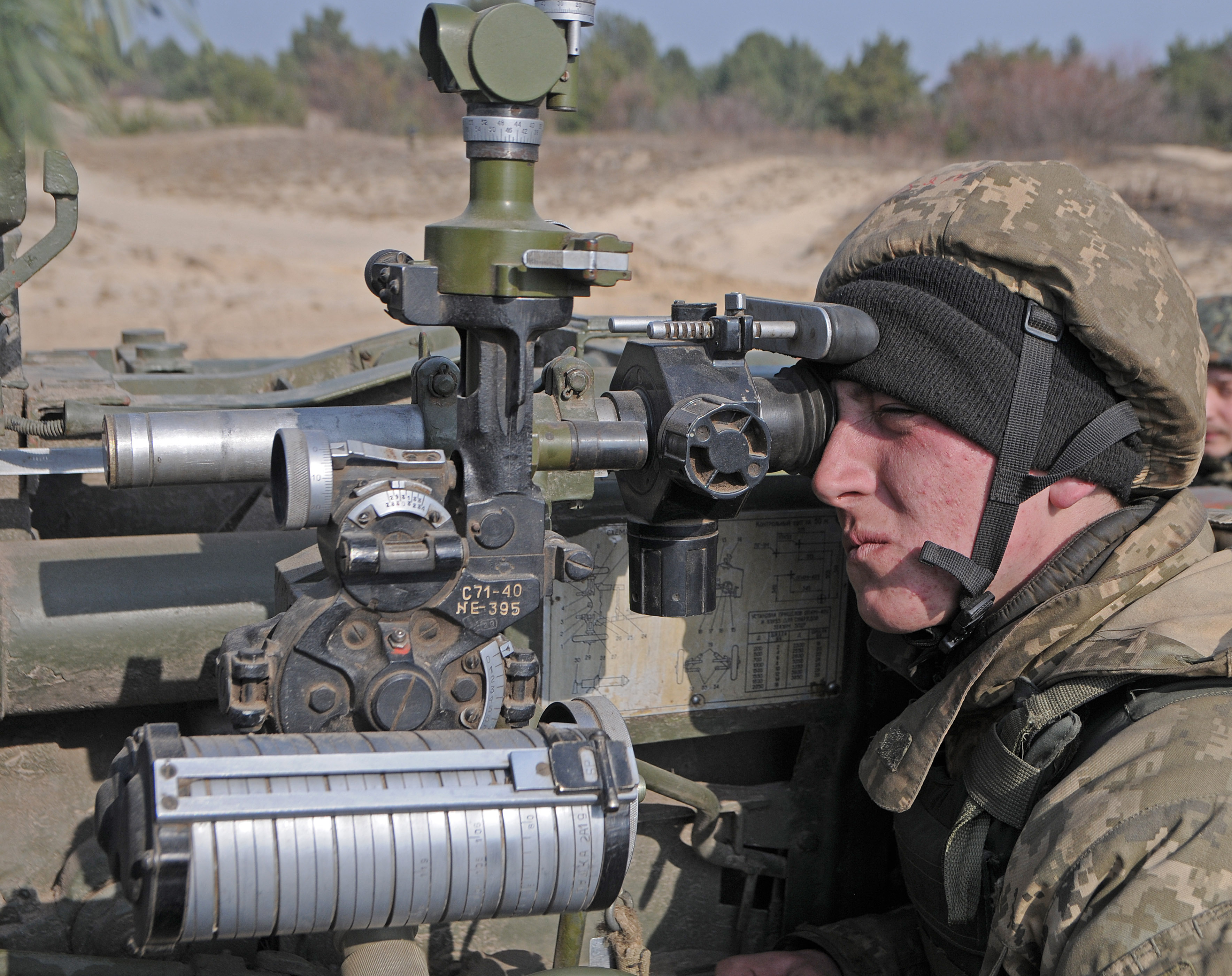
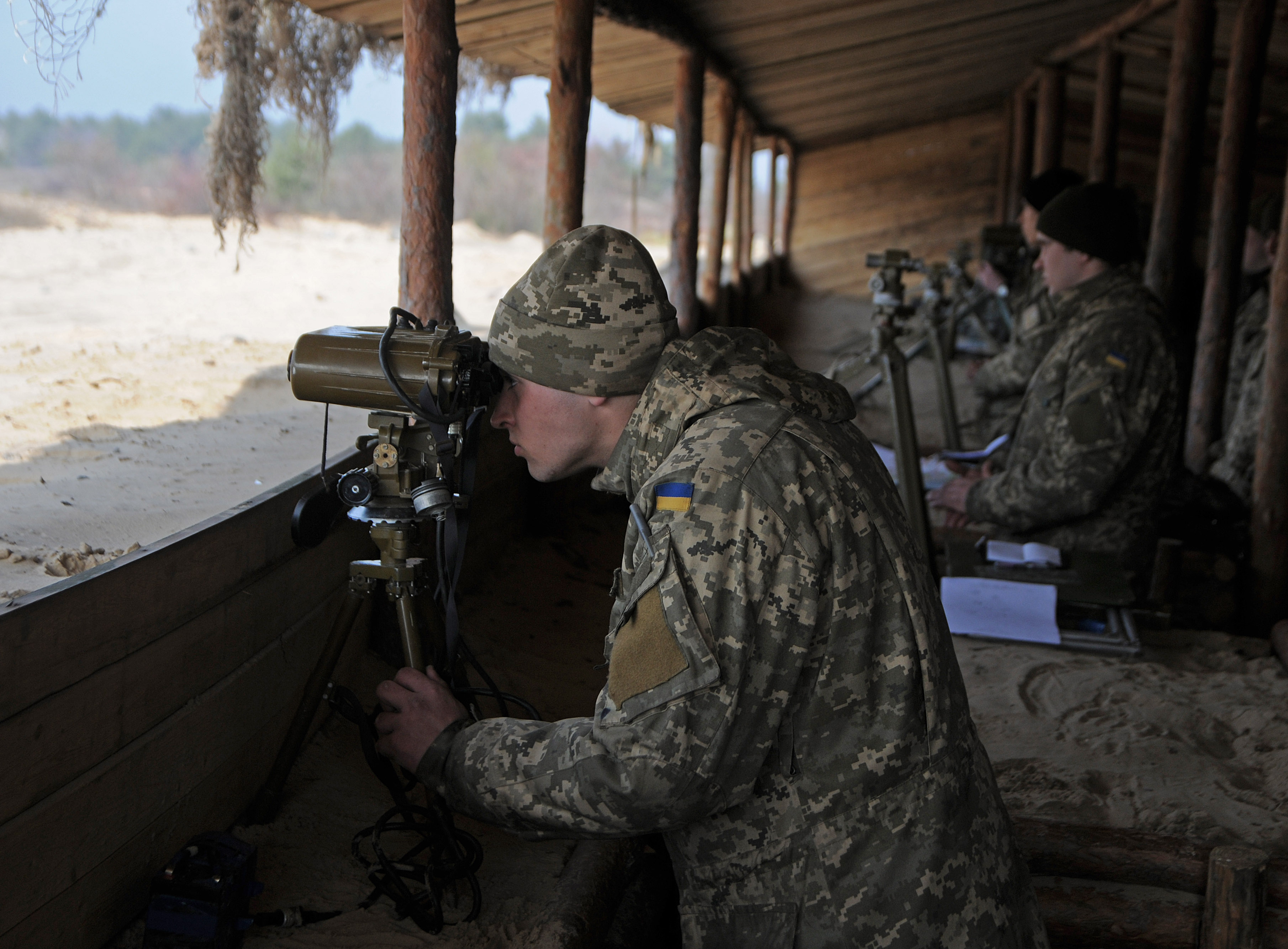
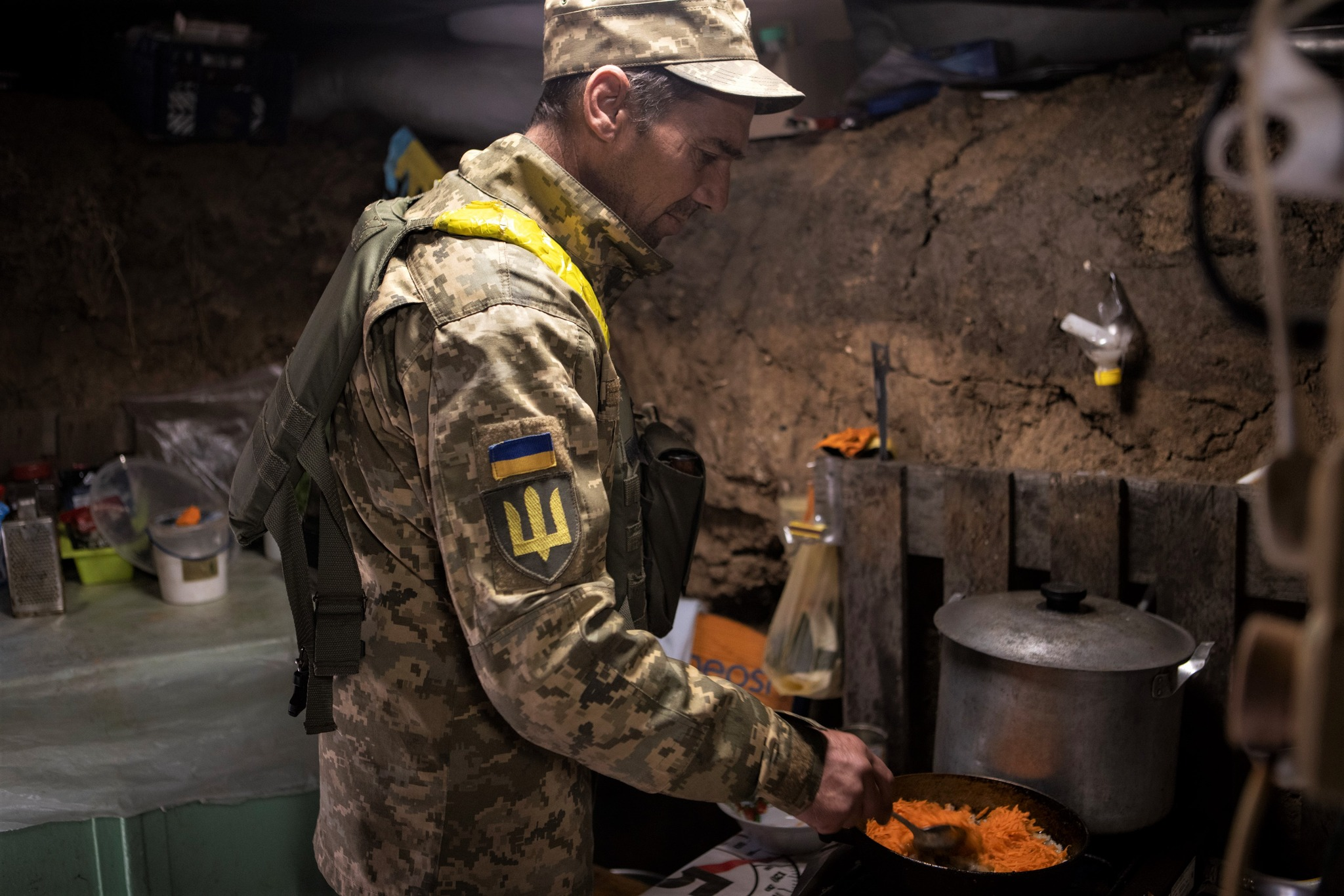
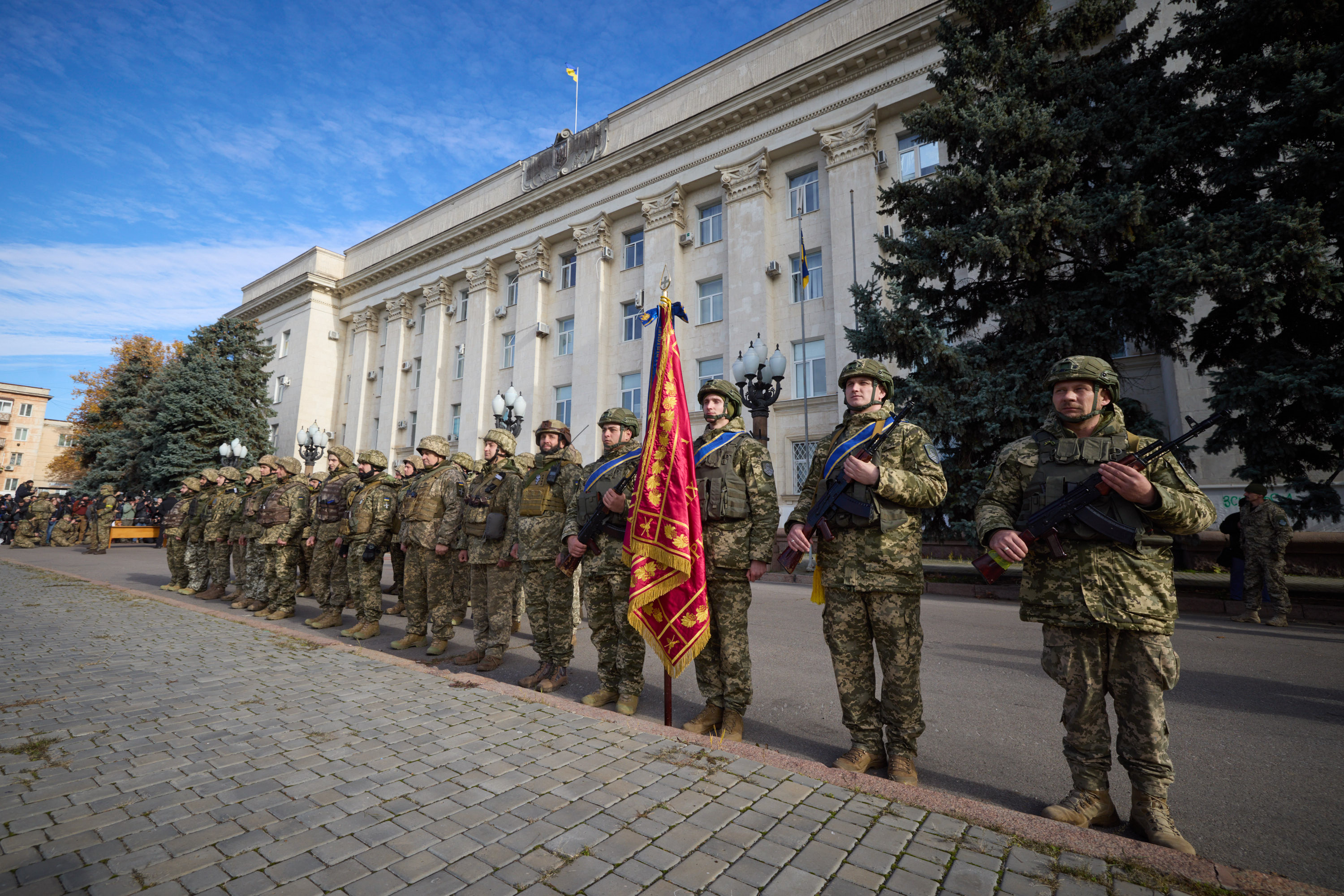
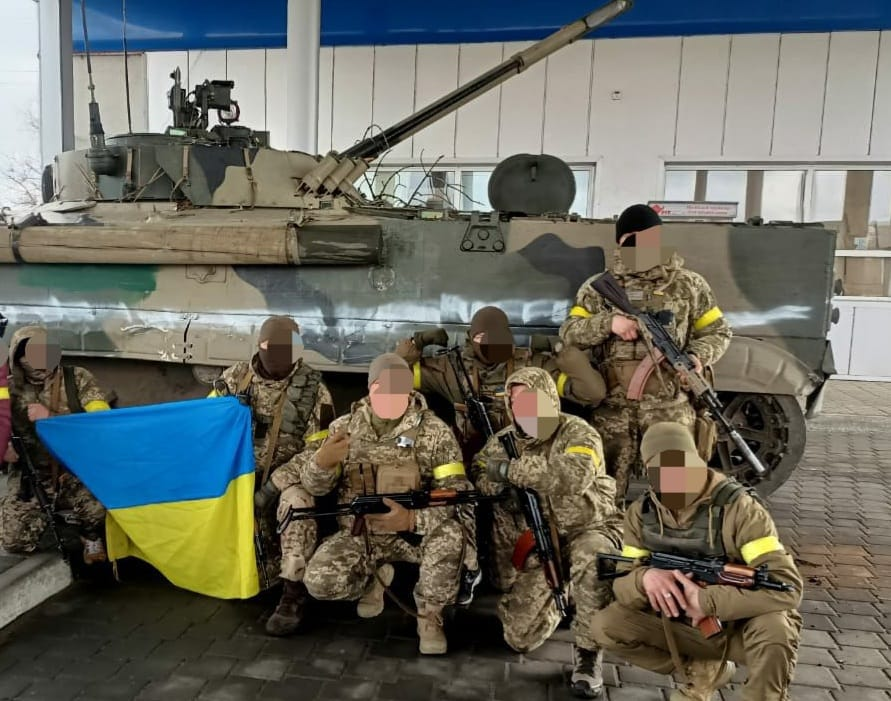

### ロシアのウクライナ侵攻

#### 南部・ヘルソン戦線
2022年2月24日、ロシアのウクライナ侵攻当日はクリミア共和国と接する南部ヘルソン州ヘルソン地区に配備され、オレシキーで軍事演習をしていた。団員の半数が首都キーウ守備隊の増援で不在だったため、ロシア軍とは5倍の兵力差があり、アントノフスキー橋で包囲されて多数の戦車、歩兵戦闘車を喪失する大損害を受けたが、27日に残存した戦車と砲兵部隊で全滅する前に包囲網を突破して撤退した。撤退後に司令部に補給を要請したが、司令部には部隊が全滅したと思われていた。

#### 南部・ザポリージャ戦線
2022年2月、第9独立自動車化歩兵大隊が南部ザポリージャ州メリトポリ地区に再配置され、メリトポリに到着する前にロシア軍に包囲された。第137独立海軍歩兵大隊の救援で解囲されたが、メリトポリ防衛には参加できずにメリトポリ、トクマク、ヴァシリウカが陥落し、ザポリージャで撃退したがセルヒイ・コテンコ大隊長が戦死した。

#### 南部・ムィコラーイウ戦線
2022年2月、南部ムィコラーイウ州に再配置され、4月にムィコラーイウでロシア軍を撃退した。
2022年7月、工兵大隊が南部オデッサ州に配備され、第73海軍特殊作戦センター、第801対水中破壊工作支隊と共にズミイヌイ島を解放した。

#### 南部・ヘルソン戦線
2022年7月、南部ヘルソン州に再配置され、ヘルソン方面で攻勢を開始し、11月にヘルソンを解放してロシア軍はドニエプル川西岸から撤退した。

#### 東部・アウディーイウカ戦線

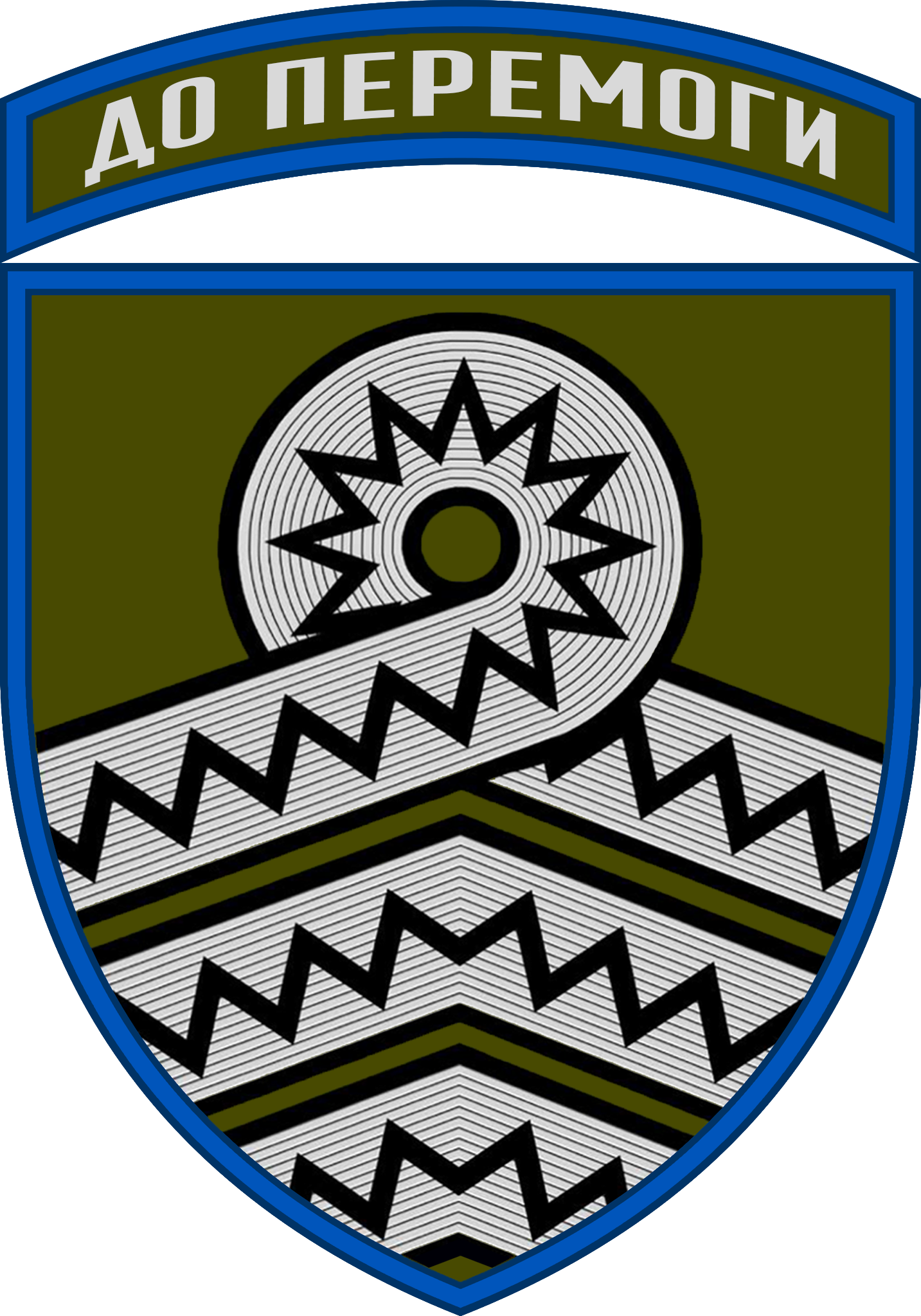
第59独立自動車化歩兵旅団章

2022年12月、東部ドネツィク州ポクロウシク地区に再配置され、友軍の救援でアウディーイウカの南に展開した。
2024年1月、マジャール・バーズがウクライナ海兵隊に編入した。
2024年2月、第67独立機械化旅団隷下の第1独立強襲大隊を基幹に第108独立機械化大隊が新編された。
2025年1月、ウクライナ無人システム部隊に移管され、第59独立強襲旅団に改編された。また、第9独立自動車化歩兵大隊が第59旅団から独立し、第9独立無人システム旅団に改編された。

## 編制
- 旅団司令部（ハーイスィン）
- 第10独立強襲大隊（トロスチャネツ）
- 第11独立自動車化歩兵大隊（ポディリスク）
- 第108独立強襲大隊 ダヴィンチ・ウルブス
- 戦車大隊
- 第1小銃大隊
- 第2小銃大隊
- 第3小銃大隊
- 旅団砲兵群
  - 本部中隊
  - 第1自走砲大隊
  - 第2自走砲大隊
  - ロケット砲大隊
  - 対戦車砲大隊
- 防空大隊

- 工兵大隊
- 整備大隊
- 兵站大隊
- 偵察中隊
- 通信中隊
- レーダー中隊
- NBC防護中隊
- 衛生中隊
- 第1無人システム大隊
- 第2無人システム大隊

## 2024年編制
- 旅団司令部（ヴィーンヌィツャ州ハーイスィン）
- 第9独立自動車化歩兵大隊（オデッサ州コディマ）
- 第10独立自動車化歩兵大隊（スームィ州トロスチャネツ（英語版））
- 第11独立自動車化歩兵大隊（オデッサ州ポディリスク（英語版））
- 第108独立機械大隊 ダヴィンチ・ウルブス
- 戦車大隊
- 第1小銃大隊
- 第70独立小銃大隊
- 旅団砲兵群
  - 本部中隊
  - 榴弾砲大隊
  - 対戦車砲大隊
- 防空大隊

- 工兵大隊
- 整備大隊
- 兵站大隊
- 偵察中隊
  - "チョーズン・カンパニー" (外国人部隊)[20]
- 通信中隊
- レーダー中隊
- NBC防護中隊
- 衛生中隊
- 無人機中隊 インクイジション

2023年時点の旅団編制は上記のとおりとなる。

## 2017年編制
- 旅団司令部（ハーイスィン）
- 第9独立自動車化歩兵大隊（ヴィーンヌィツャ）
- 第10独立自動車化歩兵大隊（ジトーミル）
- 第11独立自動車化歩兵大隊（キーウ）
- 旅団砲兵群
  - 本部中隊
  - 榴弾砲大隊
  - 対戦車砲大隊
- 防空大隊
- 戦車中隊

- 偵察中隊
- 工兵中隊
- 整備中隊
- 兵站中隊
- 通信中隊
- 衛生中隊
- 狙撃小隊